# Kinnerley
Kinnerley is een civil parish in het bestuurlijke gebied Shropshire, in het Engelse graafschap Shropshire.